# Norwegia na Zimowych Igrzyskach Olimpijskich 1952
Norwegię na Zimowych Igrzyskach Olimpijskich 1952 reprezentowało 73 zawodników: 61 mężczyzn i dwanaście kobiet. Był to szósty start reprezentacji Norwegii na zimowych igrzyskach olimpijskich. Reprezentacja Norwegii zajęła pierwsze miejsce w klasyfikacji medalowej.

## Zdobyte medale
| Medal  | Zawodnik                                                           | Dyscyplina            | Konkurencja                 | Rezultat    |
| ------ | ------------------------------------------------------------------ | --------------------- | --------------------------- | ----------- |
| Złoto  | Hallgeir Brenden                                                   | Biegi narciarskie     | bieg na 18 km mężczyzn      | 1:01:34,0 h |
| Złoto  | Simon Slåttvik                                                     | Kombinacja norweska   | indywidualnie               | 451,621 pkt |
| Złoto  | Hjalmar Andersen                                                   | Łyżwiarstwo szybkie   | bieg na 1500 m mężczyzn     | 2:20,4 min  |
| Złoto  | Hjalmar Andersen                                                   | Łyżwiarstwo szybkie   | bieg na 5000 m mężczyzn     | 8:10,6 min  |
| Złoto  | Hjalmar Andersen                                                   | Łyżwiarstwo szybkie   | bieg na 10 000 m mężczyzn   | 16:45,8 min |
| Złoto  | Stein Eriksen                                                      | Narciarstwo alpejskie | slalom gigant mężczyzn      | 2:25,0 min  |
| Złoto  | Arnfinn Bergmann                                                   | Skoki narciarskie     | skocznia normalna           | 226,0 pkt   |
| Srebro | Magnar Estenstad, Mikal Kirkholt, Martin Stokken, Hallgeir Brenden | Biegi narciarskie     | sztafeta 4 × 10 km mężczyzn | 2:23:13,0 h |
| Srebro | Stein Eriksen                                                      | Narciarstwo alpejskie | slalom specjalny mężczyzn   | 2:01,2 min  |
| Srebro | Torbjørn Falkanger                                                 | Skoki narciarskie     | skocznia normalna           | 221,5 pkt   |
| Brąz   | Magnar Estenstad                                                   | Biegi narciarskie     | bieg na 50 km               | 3:38:28,0 h |
| Brąz   | Sverre Stenersen                                                   | Kombinacja norweska   | indywidualnie               | 436,335 pkt |
| Brąz   | Roald Aas                                                          | Łyżwiarstwo szybkie   | bieg na 1500 m mężczyzn     | 2:21,6 min  |
| Brąz   | Sverre Haugli                                                      | Łyżwiarstwo szybkie   | bieg na 5000 m mężczyzn     | 8:22,4 min  |
| Brąz   | Guttorm Berge                                                      | Narciarstwo alpejskie | slalom specjalny mężczyzn   | 2:01,7 min  |
| Brąz   | Arne Johansen                                                      | Łyżwierstwo szybkie   | bieg na 500 m mężczyzn      | 44,0 s      |

## SKład kadry

### Biegi narciarskie
Mężczyźni
| Zawodnik                                                        | Konkurencja        | czas      | Pozycja |
| --------------------------------------------------------------- | ------------------ | --------- | ------- |
| Hallgeir Brenden                                                | Bieg na 18 km      | 1:01:34,0 | złoto   |
| Martin Stokken                                                  | Bieg na 18 km      | 1:03:00,0 | 6.      |
| Magnar Estenstad                                                | Bieg na 18 km      | 1:04:26,0 | 11.     |
| Mikal Kirkholt                                                  | Bieg na 18 km      | 1:04:53,0 | 12.     |
| Simon Slåttvik                                                  | Bieg na 18 km      | 1:05:40,0 | 15.     |
| Ottar Gjermundshaug                                             | Bieg na 18 km      | 1:06:13,0 | 17.     |
| Per Gjelten                                                     | Bieg na 18 km      | 1:07:40,0 | 20.     |
| Sverre Stenersen                                                | Bieg na 18 km      | 1:09:44,0 | 27.     |
| Magnar Estenstad                                                | Bieg na 50 km      | 3:38:28,0 | brąz    |
| Olav Økern                                                      | Bieg na 50 km      | 3:38:45,0 | 4.      |
| Edvin Landsem                                                   | Bieg na 50 km      | 3:40:43,0 | 7.      |
| Harald Maartmann                                                | Bieg na 50 km      | 3:43:43,0 | 8.      |
| Magnar Estenstad Mikal Kirkholt Martin Stokken Hallgeir Brenden | Sztafeta 4 × 10 km | 2:23:13,0 | srebro  |

Kobiety
| Zawodnik               | Konkurencja   | czas    | Pozycja |
| ---------------------- | ------------- | ------- | ------- |
| Rakel Wahl             | Bieg na 10 km | 44:54,0 | 6.      |
| Marit Øiseth           | Bieg na 10 km | 45:04,0 | 7.      |
| Gina Regland-Sigstad   | Bieg na 10 km | 45:37,0 | 10.     |
| Jorun Askersrud Tangen | Bieg na 10 km | 47:45,0 | 12.     |

### Bobsleje
Mężczyźni
| Osada | Zawodnik                                                   | Konkurencja | Ślizg 1 | Ślizg 2 | Ślizg 3 | Ślizg 4 | Łącznie | Pozycja |
| ----- | ---------------------------------------------------------- | ----------- | ------- | ------- | ------- | ------- | ------- | ------- |
| NOR-1 | Arne Holst Kåre Christiansen                               | Dwójki      | 1:24,52 | 1:24,77 | 1:24,24 | 1:24,88 | 5:38,41 | 13.     |
| NOR-2 | Erik Tandberg James Hayden                                 | Dwójki      | 1:26,33 | 1:24,82 | 1:24,23 | 1:24,24 | 5:39,62 | 14.     |
| NOR-1 | Arne Holst Trygve Brudevold James Hayden Kåre Christiansen | Czwórki     | 1:20,05 | 1:19,93 | 1:19,98 | 1:21,40 | 5:21,36 | 12.     |
| NOR-2 | Reidar Alveberg Anders Hveem Arne Røgden Gunnar Thoresen   | Czwórki     | 1:21,53 | 1:21,18 | 1:20,77 | 1:20,99 | 5:24,47 | 13.     |

### Hokej na lodzie
Reprezentacja mężczyzn
| - Jan Erik Adolfsen - Arne Berg - Egil Bjerklund - Per Dahl - Bjørn Gulbrandsen - Bjørn Oscar Gulbrandsen - Finn Gundersen - Arthur Kristiansen - Gunnar Kroge |  | - Johnny Larntvet - Roar Pedersen - Annar Petersen - Ragnar Rygel - Leif Solheim - Øivind Solheim - Roy Strandem - Per Voigt |

Reprezentacja Norwegii zajęła 9. miejsce.

### Tabela końcowa
| Drużyna           | M | Mecze | Mecze | Mecze | Bramki | Bramki | Bramki | Pkt | Uwagi |
| Drużyna           | M | W     | R     | P     | +      | -      | +/-    | Pkt | Uwagi |
| ----------------- | - | ----- | ----- | ----- | ------ | ------ | ------ | --- | ----- |
| Kanada            | 8 | 7     | 1     | 0     | 71     | 14     | +57    | 15  |       |
| Stany Zjednoczone | 8 | 6     | 1     | 1     | 43     | 21     | +22    | 13  |       |
| Szwecja           | 8 | 6     | 0     | 2     | 48     | 19     | +29    | 12  |       |
| Czechosłowacja    | 8 | 6     | 0     | 2     | 47     | 18     | +29    | 12  |       |
| Szwajcaria        | 8 | 4     | 0     | 4     | 40     | 40     | 0      | 8   |       |
| Polska            | 8 | 2     | 1     | 5     | 21     | 56     | -35    | 5   |       |
| Finlandia         | 8 | 2     | 0     | 6     | 21     | 60     | -39    | 4   |       |
| Niemcy            | 8 | 1     | 1     | 6     | 21     | 53     | -32    | 3   |       |
| Norwegia          | 8 | 0     | 0     | 8     | 15     | 46     | -31    | 0   |       |

Wyniki
| 15 lutego 1952 | Stany Zjednoczone | 3:2 | Norwegia | Jordal Amfi |

| Godzina: 17:00 |  | (0:1,2:0,1:1) |  | Sędzia główny: Beranek Sędziowie liniowi: Leacock |

| 16 lutego 1952 | Czechosłowacja | 6:0 | Norwegia | Dæhlenenga |

| Godzina: 19:00 |  | (2:0,2:0,2:0) |  | Sędzia główny: Zarzycki Sędziowie liniowi: Ahalin |

| 17 lutego 1952 | Szwecja | 4:2 | Norwegia | Jordal Amfi |

| Godzina: 17:00 |  | (2:1,1:0,1:1) |  | Sędzia główny: Bernhard Sędziowie liniowi: Tencza |

| 18 lutego 1952 | Szwajcaria | 7:2 | Norwegia | Sandvika |

| Godzina: 19:00 |  | (4:0,2:2,1:0) |  | Sędzia główny: Leacock Sędziowie liniowi: Tencza |

| 20 lutego 1952 | Finlandia | 5:2 | Norwegia | Jordal Amfi |

| Godzina: 21:00 |  | (2:0,2:2,1:0) |  | Sędzia główny: Leacock Sędziowie liniowi: Ahlin |

| 21 lutego 1952 | Niemcy | 6:2 | Norwegia | Jordal Amfi |

| Godzina: 21:00 |  | (0:0,1:1,5:1) |  | Sędzia główny: Ahlin Sędziowie liniowi: Wielamd |

| 23 lutego 1952 | Kanada | 11:2 | Norwegia | Dæhlenenga |

| Godzina: 19:00 |  | (5:2,3:0,3:0) |  | Sędzia główny: Ahlin Sędziowie liniowi: Zarzycki |

| 25 lutego 1952 | Polska | 4:3 | Norwegia | Jordal Amfi |

| Godzina: 11:00 |  | (1:2,1:1,2:0) |  | Sędzia główny: Beranek Sędziowie liniowi: Sandsund |

### Kombinacja norweska
Mężczyźni
| Zawodnik            | Konkurencja   | Bieg narciarski | Bieg narciarski | Bieg narciarski | Skoki narciarskie | Skoki narciarskie | Skoki narciarskie | Skoki narciarskie | Skoki narciarskie | Łącznie | Pozycja |
| Zawodnik            | Konkurencja   | Czas biegu      | Pozycja         | Punkty          | Skok 1            | Skok 2            | Skok 3            | Punkty            | Pozycja           | Łącznie | Pozycja |
| ------------------- | ------------- | --------------- | --------------- | --------------- | ----------------- | ----------------- | ----------------- | ----------------- | ----------------- | ------- | ------- |
| Simon Slåttvik      | Indywidualnie | 1:05:40,0       | 3.              | 228,121         | 67,5              | 67,0              | 66,5              | 223,5             | 1.                | 451,621 | złoto   |
| Sverre Stenersen    | Indywidualnie | 1:09:44,0       | 9.              | 213,335         | 67,0              | 68,0              | 69,5              | 223,0             | 2.                | 436,335 | brąz    |
| Per Gjelten         | Indywidualnie | 1:07:40,0       | 6.              | 220,848         | 65,0              | 64,5              | 66,0              | 212,0             | 3.                | 432,848 | 5.      |
| Ottar Gjermundshaug | Indywidualnie | 1:06:13,0       | 5.              | 226,121         | 61,0              | 64,5              | 68,0              | 206,0             | 6.                | 432,121 | 6.      |

### Łyżwiarstwo figurowe
| Zawodnik                        | Konkurencja   | Nota                      | Pozycja                   |
| ------------------------------- | ------------- | ------------------------- | ------------------------- |
| Ingeborg Nilsson                | Solistki      | 113,322                   | 24.                       |
| Bjørg Løhnner Øien              | Solistki      | Nie ukończyła konkurencji | Nie ukończyła konkurencji |
| Bjørg Skjælaaen Reidar Børjeson | Pary sportowe | 8,356                     | 13.                       |

### Łyżwiarstwo szybkie
Mężczyźni
| Zawodnik          | Konkurencja   | Konkurencja   | Konkurencja    | Konkurencja    | Konkurencja    | Konkurencja    | Konkurencja               | Konkurencja               |
| Zawodnik          | Bieg na 500 m | Bieg na 500 m | Bieg na 1500 m | Bieg na 1500 m | Bieg na 5000 m | Bieg na 5000 m | Bieg na 10 000 m          | Bieg na 10 000 m          |
| Zawodnik          | Czas          | Miejsce       | Czas           | Miejsce        | Czas           | Miejsce        | Czas                      | Miejsce                   |
| ----------------- | ------------- | ------------- | -------------- | -------------- | -------------- | -------------- | ------------------------- | ------------------------- |
| Arne Johansen     | 44,0          | brąz          |                |                |                |                |                           |                           |
| Finn Helgesen     | 44,0          | 5.            |                |                |                |                |                           |                           |
| Hroar Elvenes     | 44,1          | 6.            |                |                |                |                |                           |                           |
| Sigmund Søfteland | 44,3          | 10.           |                |                |                |                |                           |                           |
| Hjalmar Andersen  |               |               | 2:20,4         | złoto          | 8:10,6         | złoto          | 16:45,8                   | złoto                     |
| Roald Aas         |               |               | 2:21,6         | brąz           |                |                |                           |                           |
| Ivar Martinsen    |               |               | 2:23,4         | 8.             |                |                |                           |                           |
| Nic Stene         |               |               | 2:24,8         | 15.            |                |                |                           |                           |
| Sverre Haugli     |               |               |                |                | 8:22,4         | brąz           | 17:30,2                   | 6.                        |
| Wiggo Hanssen     |               |               |                |                | 8:37,2         | 9.             |                           |                           |
| Yngvar Karlsen    |               |               |                |                | 8:48,2         | 20.            | 18:16,6                   | 18.                       |
| Ingar Nordlund    |               |               |                |                |                |                | Niue ukończył konkurencji | Niue ukończył konkurencji |

### Narciarstwo alpejskie
Mężczyźni
Zjazd
| Zawodnik           | Czas                     | Miejsce                  |
| ------------------ | ------------------------ | ------------------------ |
| Stein Eriksen      | 2:33,8                   | 6.                       |
| Gunnar Hjeltnes    | 2:35,9                   | 7.                       |
| Johnny Lunde       | 2:43,6                   | 20.                      |
| Sverre Johannessen | Nie ukończył konkurencji | Nie ukończył konkurencji |

Slalom specjalny
| Zawodnik        | Czas 1-go przejazdu | Czas 2-go przejazdu | Łączny czas   | Pozycja |
| --------------- | ------------------- | ------------------- | ------------- | ------- |
| Stein Eriksen   | 59,2                | 1:02,0              | 2:01,2        | srebro  |
| Guttorm Berge   | 1:01,1              | 1:00,6              | 2:01,7        | brąz    |
| Per Rollum      | 1:01,6              | 1:02,9              | 2:04,5        | 8.      |
| Gunnar Hjeltnes | 1:11,6              | Nie awansował       | Nie awansował | 49.     |

Slalom gigant
| Zawodnik        | Czas   | Miejsce |
| --------------- | ------ | ------- |
| Stein Eriksen   | 2:25,0 | złoto   |
| Gunnar Hjeltnes | 2:33,7 | 10.     |
| Guttorm Berge   | 2:34,5 | 13.     |
| Alf Opheim      | 2:35,9 | 19.     |

Kobiety
Zjazd
| Zawodniczka         | Czas                      | Miejsce                   |
| ------------------- | ------------------------- | ------------------------- |
| Margit Hvammen      | 1:50,9                    | 7.                        |
| Dagny Jørgensen     | 1:56,5                    | 21.                       |
| Karen-Sofie Styrmoe | 2:15,5                    | 31.                       |
| Borghild Niskin     | Nie ukończyła konkurencji | Nie ukończyła konkurencji |

Slalom specjalny
| Zawodniczka         | Czas 1-go przejazdu | Czas 2-go przejazdu | Łączny czas | Pozycja |
| ------------------- | ------------------- | ------------------- | ----------- | ------- |
| Borghild Niskin     | 1:08,7              | 1:09,0              | 2:17,7      | 11.     |
| Margit Hvammen      | 1:09,8              | 1:11,4              | 2:21,2      | 18.     |
| Karen-Sofie Styrmoe | 1:15,0              | 1:12,6              | 2:27,6      | 23.     |
| Tull Gasmann        | 1:29,4              | 1:07,5              | 2:36,9      | 33.     |

Slalom gigant
| Zawodniczka     | Czas   | Miejsce |
| --------------- | ------ | ------- |
| Borghild Niskin | 2:11,9 | 6.      |
| Margit Hvammen  | 2:17,7 | 18.     |
| Dagny Jørgensen | 2:31,1 | 33.     |
| Tull Gasmann    | 2:34,3 | 35.     |

### Skoki narciarskie
Mężczyźni
| Skoczek            | Skok 1    | Skok 2    | Nota  | Pozycja |
| Skoczek            | odległość | odległość | Nota  | Pozycja |
| ------------------ | --------- | --------- | ----- | ------- |
| Arnfinn Bergmann   | 67,5      | 68,0      | 226,0 | złoto   |
| Torbjørn Falkanger | 68,0      | 64,0      | 221,5 | srebro  |
| Halvor Næs         | 63,5      | 64,5      | 216,5 | 4.      |
| Arne Hoel          | 66,5      | 63,5      | 215,5 | 6.      |